# Бреттнаш
Бреттна́ш (фр. Brettnach) — коммуна во французском департаменте Мозель региона Лотарингия. Относится к кантону Бузонвиль.

## Географическое положение
Бреттнаш расположен в 32 км к северо-востоку от Меца. Соседние коммуны: Альзен и Бузонвиль на севере, Шато-Руж и Обердорф на северо-востоке, Тромборн на востоке, Тетершан на юге, Вельвен и Вальмэнстер на юго-западе, Оллен и Ремельфан на северо-западе.

## История
- Впервые упоминается в 971 году.
- Коммуна бывшего герцогства Лотарингия.
- Бреттнаш был включён в состав города Бузонвиль в 1974 году, но в 1982 году вновь стал независимой коммуной.

## Демография
По переписи 2008 года в коммуне проживало 418 человек.

## Достопримечательности
- Следы галло-романской культуры.